# Rio Tietê
Der Rio Tietê ist ein linker, 1.130 km langer Nebenfluss des Paraná in Brasilien (Südamerika).

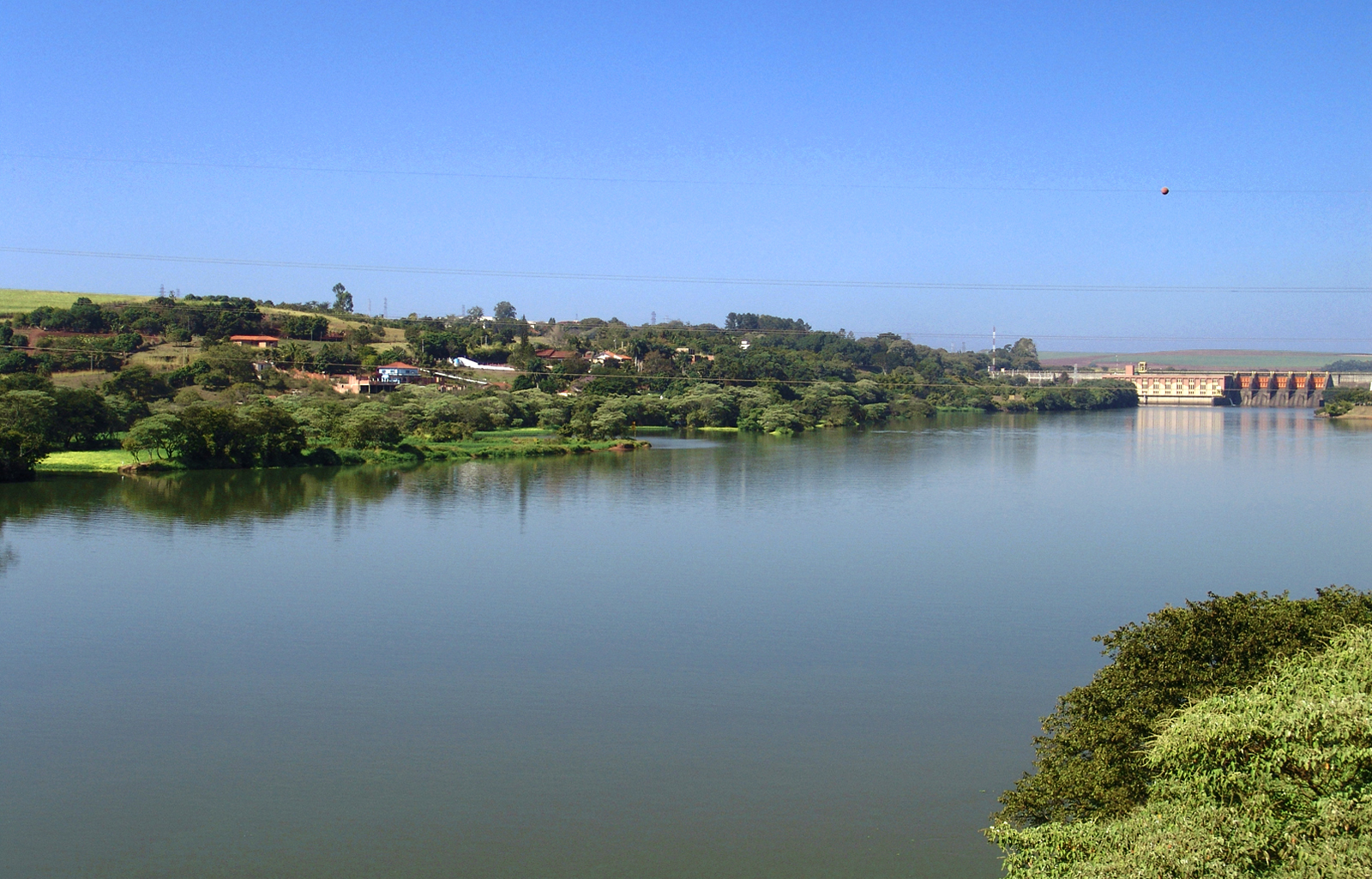
Rio Tietê

Er entspringt bei Salesópolis in der Serra do Mar nur 22 km vom Atlantik entfernt und durchfließt den Bundesstaat São Paulo nach Westen und darin u. a. durch die großen Stauseen Barra Bonita, Promissão und Três Irmãos. Im ebenfalls großen Jupiá-Stausee mündet er in den Paraná.
Beim Durchfließen São Paulos wird der Fluss durch ungeklärte u. a. Ammoniak- und Phosphor-haltige Industrie- und Siedlungsabwässer sehr stark verschmutzt, Fische können im sauerstoffarmen Wasser nicht mehr leben. Der Schlamm ist stark bakteriell verseucht und muss  ausgebaggert werden, um den Fluss schiffbar zu halten. Die Bereinigung des Flusses und seiner Ufer in São Paulo ist seit langem ein Mammutprojekt der Stadt und der Landesregierung. Hingegen konnten die durch Flussbegradigung und fehlende Rückhaltebecken verursachten schweren Überschwemmungen der Stadt bei starken Regenfällen erfolgreich beseitigt werden.

## Talsperren
In Flussabwärtsrichtung befinden sich folgende 10 Talsperren am Flusslauf des Río Tietê:
| Talsperre             | Betreiber | Max. Leistung (MW) | Stausee   | Oberfläche (km²) | Volumen (km³) |
| --------------------- | --------- | ------------------ | --------- | ---------------- | ------------- |
| Salesópolis           |           |                    |           |                  |               |
| Edgard de Souza       | EMAE      |                    |           |                  |               |
| Pirapora do Bom Jesus | EMAE      | 25                 |           |                  |               |
| Rasgão                | EMAE      | 22                 |           |                  |               |
| Barra Bonita          | AES       | 140                |           | 310              | 3,622         |
| Bariri                | AES       | 136,8              |           | 63               | 0,607         |
| Ibitinga              | AES       | 32                 |           |                  |               |
| Mário Lopes Leão      | AES       | 264                | Promissão | 530              | 8,111         |
| Nova Avanhandava      | AES       | 347                |           | 210              | 2,83          |
| Três Irmãos           | CESP      | 827                |           | 770              | 13,8          |